# Бенедисюк Ігор Михайлович
Бенедисюк Ігор Михайлович (нар. 1965) — український суддя, член Вищої ради правосуддя. З 9 червня 2015 до 16 квітня 2019 був її головою.

## Біографія, кар'єра
Народився 12 грудня 1965 року в с. Великий Луг Червоноармійського (тепер — Пулинського) району Житомирської області.
З січня по травень 1984 Ігор Бенедисюк працював водієм 3 класу спецавтомобіля Новоград-Волинського райветсанвідділення.
1984−1986 рр. — строкова військова служба. З 1986 по 1991 був курсантом Військового інституту Міністерства оборони СРСР (Москва), який закінчив за спеціальністю «правознавство».
З липня 1991 по квітень 1994 — суддя 37-го військового суду Далекосхідного військового округу в російському Южно-Сахалінську (в/ч 62980).
Далі працював суддею в українських судах: з лютого 1994 — Військового суду Київського гарнізону; з червня 2000 — Арбітражного (господарського) суду Києва; з листопада 2001 — Київського апеляційного господарського суду; з червня 2003 — Вищого господарського суду України.
У квітні 2015 Ігор Бенедисюк призначений членом Вищої ради юстиції за квотою Президента України Петра Порошенка.
9 червня 2015 Бенедисюк призначений Головою Вищої ради юстиції. Під час таємного голосування його обрання підтримали всі 17 членів Вищої ради юстиції — одноголосно.
12 січня 2017 Вища рада юстиції реорганізована шляхом перетворення у Вищу раду правосуддя; члени Вищої ради юстиції отримали статус члена Вищої ради правосуддя і почали здійснювати повноваження членів Вищої ради правосуддя; Голова Вищої ради юстиції отримав статус і почав здійснювати повноваження Голови Вищої ради правосуддя. 30 травня 2017 його було переобрано на цій посаді.
На громадських засадах був членом Ради з питань судової реформи при Президентові України (з 17.08.2015) та членом Конституційної Комісії (з 17.08.2015).

### Нагороди, військові та спеціальні звання
Майор юстиції в запасі. Заслужений юрист України (2009).

### Питання громадянства
Робота суддею у військовому суді Російської Федерації протягом трьох років може означати, що Бенедисюк приймав російське громадянство. Він пояснив це таким чином: 
| «Я закінчив навчання в СРСР і як офіцер отримав розподіл. У 1991 році, коли розпався Радянський Союз і була проголошена незалежність, я для себе вирішив повернутися до України. Написав відповідні звернення і до Міністерства оборони України, оскільки був військовим, і до голів судів, але мені відмовили в зв'язку з відсутністю вакансій. Лише наприкінці 1993 року в судах були відкриті вакансії і мені запропонували роботу. У лютому 1994 року я був обраний суддею військового суду Київського гарнізону, тож набув статусу судді, однак повноважень не здійснював. До штату суду був зарахований після звільнення з попереднього місця служби. З того часу, з 1994 року, я працював у Києві»[7]. |
Вища кваліфікаційна комісія суддів поставила крапку в питанні у березні 2019 року, відхиливши відповідну скаргу одного з членів громадської ради доброчесності.